# Qualificazioni all'UEFA Under-19 Futsal Championship 2022
Le qualificazioni all'UEFA Under-19 Futsal Championship 2022 hanno determinato le 7 squadre che hanno raggiunto i padroni di casa della Spagna nel torneo, il secondo della categoria. Erano eleggibili i giocatori nati dopo il 1º gennaio 2002.

## Partecipanti
Esclusa la Spagna hanno partecipato alle qualificazioni 33 delle 55 squadre nazionali affiliate all'UEFA. Le squadre sono state ordinate in base ai loro coefficienti, basati sui risultati dell'edizione inaugurale e delle relative qualificazioni.
Le 26 partecipanti con i coefficienti entravano nel turno principale, mentre le restanti 7 hanno partecipato al turno preliminare. Il ranking è stato utilizzato anche per dividere le squadre in fasce per il sorteggio. Due squadre sono state preselezionate come organizzatrici nel turno preliminare e altre sette squadre sono state preselezionate come organizzatrici del turno principale.
Il sorteggio per entrambi i turni si è svolto il 30 agosto 2021 alle 15:00 a Nyon. Questi erano i criteri per il sorteggio:
- Nel turno preliminare le 7 squadre sono state divise in 2 gironi, uno da 3 e uno da 4 squadre, ognuno contenente una squadra per ognuna delle 3 fasce (il girone da quattro squadre ha avuto due partecipanti della fascia 3-4). Dapprima sono state sorteggiate le 2 squadre selezionate come organizzatrici e assegnate alla posizione rispettiva al loro ranking, poi le restanti 5 squadre secondo le rispettive posizioni nel ranking.
- Nel turno principale le 28 squadre sono state divise in 7 gironi da 4 squadre, ognuno contenente una squadra per ognuna delle 4 fasce. Dapprima sono state sorteggiate le 7 squadre selezionate come organizzatrici e assegnate alla posizione rispettiva al loro ranking. Successivamente sono state sorteggiate le restanti 21 squadre (incluse le 2 provenienti dal turno preliminare, la cui identità non era nota al momento del sorteggio e che sono state assegnate alla fascia 4) e assegnate a seconda delle fasce.

| Squadra | Coeff | Rank |
| ------- | ----- | ---- |
| Spagna  | 7.000 | 1    |

| Squadra              | Coeff | Rank | Fascia |
| -------------------- | ----- | ---- | ------ |
| Croazia (H)          | 5.333 | 2    | 1      |
| Portogallo (H)       | 5.000 | 3    | 1      |
| Polonia              | 4.667 | 4    | 1      |
| Russia               | 3.333 | 5    | 1      |
| Ucraina              | 3.333 | 6    | 1      |
| Paesi Bassi          | 3.000 | 7    | 1      |
| Slovenia             | 2.333 | 8    | 1      |
| Belgio               | 2.333 | 9    | 2      |
| Francia              | 2.333 | 10   | 2      |
| Turchia (H)          | 2.333 | 11   | 2      |
| Slovacchia           | 2.333 | 12   | 2      |
| Bosnia ed Erzegovina | 2.000 | 13   | 2      |
| Rep. Ceca            | 2.000 | 14   | 2      |
| Bielorussia          | 2.000 | 15   | 2      |
| Lettonia             | 2.000 | 16   | 3      |
| Cipro                | 1.833 | 17   | 3      |
| Romania (H)          | 1.667 | 18   | 3      |
| Finlandia (H)        | 1.667 | 19   | 3      |
| Italia               | 1.667 | 20   | 3      |
| Ungheria             | 1.667 | 21   | 3      |
| Moldavia (H)         | 1.667 | 22   | 3      |
| Grecia               | 1.417 | 23   | 4      |
| Serbia (H)           | 1.333 | 24   | 4      |
| Georgia              | 1.000 | 25   | 4      |
| Kazakistan           | 1.000 | 26   | 4      |
| Azerbaigian          | 1.000 | 27   | 4      |

| Squadra            | Coeff | Rank | Fascia |
| ------------------ | ----- | ---- | ------ |
| Macedonia del Nord | 1.000 | 28   | 1      |
| Andorra            | 0.667 | 29   | 1      |
| Montenegro         | 0.167 | 30   | 2      |
| San Marino (H)     | 0.000 | 31   | 2      |
| Estonia            | 0.000 | 32   | 3 o 4  |
| Gibilterra (H)     | 0.000 | 33   | 3 o 4  |
| Galles             | 0.000 | 34   | 3 o 4  |

Note
- Le squadre in grassetto si sono qualificate al torneo finale.
- (H): squadre pre-selezionate come organizzatrici dei turni preliminare e principale

## Formato
In entrambi i turni i gruppi sono stati giocati come gironi di sola andata in sede centrale predeterminata prima del sorteggio.

### Criteri di classificazione
In entrambi i turni le squadre sono state classificate in base ai punti ottenuti (3 per la vittoria, uno per il pareggio, 0 per la sconfitta). In caso di parità venivano applicati i seguenti criteri:
1. Maggior numero di punti nelle partite disputate fra le squadre in questione (scontri diretti);
2. Miglior differenza reti nelle partite disputate fra le squadre in questione;
3. Maggior numero di gol segnati nelle partite disputate fra le squadre in questione;
4. Se alcune squadre sono ancora a pari merito dopo aver applicato questi criteri, essi vengono riapplicati esclusivamente alle partite fra le squadre in questione per determinare la classifica finale. Se la suddetta procedura non porta a un esito, si applicano i seguenti criteri;
5. Miglior differenza reti in tutte le partite del girone;
6. Maggior numero di gol segnati in tutte le partite del girone;
7. Minor numero di punti disciplinari (rosso diretto= 3 punti, giallo = 1 punto, doppio giallo = 3 punti);
8. Posizione nel ranking UEFA al momento del sorteggio.

## Calendario
Il calendario della competizione era il seguente.
| Turno             | Sorteggio      | Date                    |
| ----------------- | -------------- | ----------------------- |
| Turno preliminare | 30 agosto 2021 | 1º-6 novembre 2021      |
| Turno principale  | 30 agosto 2021 | 15 marzo-10 luglio 2022 |

In entrambi i turni, il calendario di ogni gruppo è il seguente, con un giorno di riposo tra la seconda e la terza partita dei gironi a quattro squadre:
Note: per il calendario la squadra organizzatrice è considerata come Squadra 1, mentre le altre sono classificate in base al ranking.
| Giornata   | Partite (gironi a 4 squadre) | Partite (gironi a 3 squadre) |
| ---------- | ---------------------------- | ---------------------------- |
| Giornata 1 | 2 v 4, 3 v 1                 | 3 v 1                        |
| Giornata 2 | 3 v 2, 1 v 4                 | 2 v 3                        |
| Giornata 3 | 4 v 3, 1 v 2                 | 1 v 2                        |

## Turno preliminare
Le due vincenti del turno avanzavano al turno principale dove raggiungevano le altre 26 partecipanti.
Gli orari indicati sono CET (UTC+1), come indicati dall'UEFA (gli orari locali, se differenti, sono indicati tra parentesi).
(H) indica la squadra ospitante.

### Gruppo A
| Squadra        | P.ti | G | V | N | P | GF | GS | DR  |
| -------------- | ---- | - | - | - | - | -- | -- | --- |
| Andorra        | 9    | 3 | 3 | 0 | 0 | 14 | 4  | +10 |
| Galles         | 4    | 3 | 1 | 1 | 1 | 15 | 8  | +7  |
| San Marino (H) | 3    | 3 | 1 | 0 | 2 | 3  | 16 | -13 |
| Estonia        | 1    | 3 | 0 | 1 | 2 | 7  | 11 | -4  |

| Arbitri: | Ademir Avdic Igor Puzović Turekhan Tursumbayev |
| Crono:   | Luca Tura                                      |

|                                           |           |                             |
| Blat 1'40'’ Guirao 12'31'’ Albino 39'57'’ | Marcatori | 4'47'’ Lyon 31'12'’ Perkins |

| Arbitri: | Martin Matula Turekhan Tursumbayev Igor Puzović |
| Crono:   | Luca Tura                                       |

|                                 |           |             |
| Tonini 25'37'’ Cecchini 32'34'’ | Marcatori | 2'57'’ Väin |

| Arbitri: | Turekhan Tursumbayev Ademir Avdic Martin Matula |
| Crono:   | Luca Tura                                       |

|                                                                                          |           |                |
| Jeansou Ache 6'29'’ Raužin 22'54'’ (aut.) Manchado Novis 31'44'’ Mansegosa Rechi 36'11'’ | Marcatori | 15'28'’ Vdovin |

| Arbitri: | Igor Puzović Martin Matula Ademir Avdic |
| Crono:   | Luca Tura                               |

|  |           | |
|  | Marcatori | 5'20'’ Lyon 21'09'’ Morris 22'27'’ (aut.) Zanotti 22'50'’, 29'22'’, 39'30'’ Joe Thomas 25'51'’ Owen 37'54'’ Perkins |

| Arbitri: | Turekhan Tursumbayev Ademir Avdic Martin Matula |
| Crono:   | Luca Tura                                       |

|                                                                                 |           |                                                                           |
| Edwards 3'10'’ Lyon 11'03'’ Joe Thomas 13'06'’ Perkins 23'54'’ Rollason 32'41'’ | Marcatori | 4'08'’ Vendelin 10'04'’ Karu 22'00'’ Filin 29'05'’ Raužin 35'38'’ Timoska |

| Arbitri: | Igor Puzović Martin Matula Ademir Avdic |
| Crono:   | Luca Tura                               |

| |           |                 |
| Albino 6'50'’ Manchado Novis 3'40'’, 16'38'’, 29'24'’ Torres Domenjo 7'29'’ Jeansou Ache 34'40'’ Blat 38'43'’ | Marcatori | 6'50'’ Cecchini |

### Gruppo B
| Squadra            | P.ti | G | V | N | P | GF | GS | DR |
| ------------------ | ---- | - | - | - | - | -- | -- | -- |
| Montenegro         | 6    | 2 | 2 | 0 | 0 | 8  | 3  | +5 |
| Macedonia del Nord | 3    | 2 | 1 | 0 | 1 | 4  | 4  | 0  |
| Gibilterra (H)     | 0    | 2 | 0 | 0 | 2 | 5  | 10 | -5 |

| Arbitri: | Josip Dujmic Liviu Dumitru Chita Daniel Stauber |
| Crono:   | Zyl Robert Fred Sheriff                         |

|                                                 |           |                                                                                    |
| Guerra 8'38'’ El Yettefti 10'18'’ Smith 35'40'’ | Marcatori | 22'58'’ Lolović 25'29'’ Vukčević 27'30'’, 34'13'’ Tafić 27'40'’, 32'03'’ Lješković |

| Arbitri: | Liviu Dumitru Chita Daniel Stauber Josip Dujmic |
| Crono:   | Zyl Robert Fred Sheriff                         |

|  |           |                                 |
|  | Marcatori | 24'59'’ Tafić 35'54'’ Lješković |

| Arbitri: | Daniel Stauber Josip Dujmic Liviu Dumitru Chita |
| Crono:   | Zyl Robert Fred Sheriff                         |

|                                                                  |           |                                     |
| Janev 4'54'’ Anchevski 7'22'’ Blazhevski 21'51'’ Chajani 35'21'’ | Marcatori | 4'02'’ El Yettefti 37'00'’ Marrache |

## Turno principale
Le vincitrici del turno si qualificavano alla fase finale.
Gli orari indicati sono CET (UTC+1), come indicati dall'UEFA (gli orari locali, se differenti, sono indicati tra parentesi).
(H) indica la squadra ospitante.

### Gruppo 1
| Squadra     | P.ti | G | V | N | P | GF | GS | DR |
| ----------- | ---- | - | - | - | - | -- | -- | -- |
| Italia      | 9    | 3 | 3 | 0 | 0 | 10 | 5  | +5 |
| Turchia (H) | 4    | 3 | 1 | 1 | 1 | 10 | 9  | +1 |
| Montenegro  | 3    | 3 | 1 | 0 | 2 | 4  | 6  | -2 |
| Paesi Bassi | 1    | 3 | 0 | 1 | 2 | 5  | 9  | -4 |

| Arbitri: | Aslan Galayev Antonios Adamopoulos Besart Ismajli |
| Crono:   | Ugur Cakmak                                       |

|                                                                                      |           |                                         |
| Isgrò 6'39'’ Scavino 10'46'’ Henz Oeschler 21'37'’ De Felice 29'34'’ Pazetti 35'19'’ | Marcatori | 17'59'’, 36'11'’ Eliaçık 23'34'’ Yildiz |

| Arbitri: | Michael Christofides Besart Ismajli Antonios Adamopoulos |
| Crono:   | Ugur Cakmak                                              |

|  |           |                                          |
|  | Marcatori | 4'04'’, 22'48'’ Puletić 20'06'’ Petrušić |

| Arbitri: | Antonios Adamopoulos Michael Christofides Aslan Galayev |
| Crono:   | Ugur Cakmak                                             |

|                                                            |           |               |
| Yildiz 11'08'’ Akbaş 27'43'’ Keskin 28'39'’ Varlık 30'42'’ | Marcatori | 21'11'’ Tafić |

| Arbitri: | Besart Ismajli Aslan Galayev Michael Christofides |
| Crono:   | Ugur Cakmak                                       |

|                                                      |           |                          |
| Ansaloni 2'31'’ Vagevuur 9'38'’ (aut.) Pieri 22'21'’ | Marcatori | 37'58'’ Kee 38'49'’ Koel |

| Arbitri: | Michael Christofides Aslan Galayev Besart Ismajli |
| Crono:   | Ugur Cakmak                                       |

|                                              |           |                                      |
| Keskin 4'34'’ Eliaçık 29'11'’ Yildiz 36'32'’ | Marcatori | 20'26'’ Zariouh 21'35'’, 28'55'’ Kee |

| Arbitri: | Antonios Adamopoulos Besart Ismajli Aslan Galayev |
| Crono:   | Ugur Cakmak                                       |

|  |           |                               |
|  | Marcatori | 7'21'’ Isgrò 27'20'’ Mentasti |

### Gruppo 2
| Squadra        | P.ti | G | V | N | P | GF | GS | DR  |
| -------------- | ---- | - | - | - | - | -- | -- | --- |
| Portogallo (H) | 9    | 3 | 3 | 0 | 0 | 27 | 3  | +24 |
| Rep. Ceca      | 4    | 3 | 1 | 1 | 1 | 8  | 6  | +2  |
| Grecia         | 2    | 3 | 0 | 2 | 1 | 3  | 9  | -6  |
| Cipro          | 1    | 3 | 0 | 1 | 2 | 2  | 22 | -20 |

| Arbitri: | Telmen Undrakh Giovanni Zannola Liviu Dumitru Chita |
| Crono:   | Filipe Gonçalo Santos Duarte                        |

|                 |           |                    |
| Knobloch 3'33'’ | Marcatori | 39'26'’ Grigorakos |

| Arbitri: | Zviad Bliadze Liviu Dumitru Chita Giovanni Zannola |
| Crono:   | Filipe Gonçalo Santos Duarte                       |

|  |           | |
|  | Marcatori | 0'09'’, 34'28'’ Macedo 0'48'’, 23'31'’, 31'10'’ Rocha 14'25'’, 39'17'’ Freire 22'31'’, 27'21'’ Sa 29'54'’, 32'19'’, 37'48'’ Monteiro 32'07'’ Furtado 37'13'’ Moreira 39'39'’, 39'55'’ Teixeira |

| Arbitri: | Giovanni Zannola Zviad Bliadze Telmen Undrakh |
| Crono:   | Filipe Gonçalo Santos Duarte                  |

|  |           |                                                           |
|  | Marcatori | 7'23'’ Knobloch 22'54'’ Habart 26'25'’ Vik 36'48'’ Perina |

| Arbitri: | Liviu Dumitru Chita Telmen Undrakh Zviad Bliadze |
| Crono:   | Filipe Gonçalo Santos Duarte                     |

|                                                                                              |           |  |
| Freire 13'57'’ Teixeira 17'23'’ Moreira 18'13'’ Macedo 26'24'’ Ribeiro 32'09'’ Rocha 36'16'’ | Marcatori |  |

| Arbitri: | Giovanni Zannola Zviad Bliadze Telmen Undrakh |
| Crono:   | Filipe Gonçalo Santos Duarte                  |

|                              |           |                               |
| Tsepas 6'58'’ Soulis 25'34'’ | Marcatori | 39'34'’, 39'57'’ Constantinou |

| Arbitri: | Liviu Dumitru Chita Telmen Undrakh Zviad Bliadze |
| Crono:   | Filipe Gonçalo Santos Duarte                     |

|                                                                             |           |                                            |
| Furtado 7'42'’ Rocha 15'19'’ Moreira 16'39'’ Teixeira 19'51'’ Simão 30'20'’ | Marcatori | 18'45'’ Vojtíšek 20'14'’ Džuba 32'04'’ Vik |

### Gruppo 3
| Squadra    | P.ti | G | V | N | P | GF | GS | DR  |
| ---------- | ---- | - | - | - | - | -- | -- | --- |
| Francia    | 7    | 3 | 2 | 1 | 0 | 11 | 2  | +9  |
| Serbia (H) | 6    | 3 | 2 | 0 | 1 | 10 | 7  | +3  |
| Slovenia   | 4    | 3 | 1 | 1 | 1 | 6  | 6  | 0   |
| Ungheria   | 0    | 3 | 0 | 0 | 3 | 2  | 14 | -12 |

| Arbitri: | Moshe Bohbot Eduards Fatkulins Christian Gundler |
| Crono:   | Marko Aleksic                                    |

|                                                  |           |  |
| Diop 6'11'’, 38'57'’ Alla 11'23'’ Faytre 34'21'’ | Marcatori |  |

| Arbitri: | Radim Cep Christian Gundler Eduards Fatkulins |
| Crono:   | Marko Aleksic                                 |

|                               |           |                 |
| Rajter 23'57'’ Goznik 27'54'’ | Marcatori | 36'26'’ Szalmás |

| Arbitri: | Eduards Fatkulins Radim Cep Moshe Bohbot |
| Crono:   | Marko Aleksic                            |

|                 |           |               |
| Gazengel 6'40'’ | Marcatori | 8'54'’ Trdini |

| Arbitri: | Christian Gundler Moshe Bohbot Radim Cep |
| Crono:   | Marko Aleksic                            |

| |           |  |
| B. Živanović 12'43'’, 21'45'’ Marjanović 15'30'’ Paunović 18'10'’ Ćirka 27'44'’ M. Kovács 33'09'’ (aut.) | Marcatori |  |

| Arbitri: | Moshe Bohbot Eduards Fatkulins Christian Gundler |
| Crono:   | Marko Aleksic                                    |

|                  |           |                                                                              |
| Szatmári 32'34'’ | Marcatori | 2'27'’ Diabira 12'18'’ Faytre 16'34'’, 19'51'’ Niakate 27'17'’, 34'35'’ Diop |

| Arbitri: | Radim Cep Christian Gundler Eduards Fatkulins |
| Crono:   | Marko Aleksic                                 |

|                                                             |           |                                           |
| Tomić 5'19'’ Paunović 14'32'’, 16'02'’ L. Živanović 18'19'’ | Marcatori | 20'17'’ Frank 37'09'’ Rajter 38'51'’ Ruis |

### Gruppo 4
| Squadra              | P.ti | G | V | N | P | GF | GS | DR |
| -------------------- | ---- | - | - | - | - | -- | -- | -- |
| Polonia              | 6    | 3 | 2 | 0 | 1 | 12 | 9  | +3 |
| Bosnia ed Erzegovina | 6    | 3 | 2 | 0 | 1 | 9  | 8  | +1 |
| Finlandia (H)        | 6    | 3 | 2 | 0 | 1 | 14 | 10 | +4 |
| Kazakistan           | 0    | 3 | 0 | 0 | 3 | 7  | 15 | -8 |

| Arbitri: | Stephen Vella Valentin Ciuplea Ruben António Cardoso Santos |
| Crono:   | Aleksi Keronen                                              |

|                                                                            |           |                        |
| Sendlewski 14'17'’ Urgenishbayev 26'10'’ (aut.) Golubnichiy 28'42'’ (aut.) | Marcatori | 6'21'’, 35'30'’ Buldin |

| Arbitri: | Nikola Rabrenović Ruben António Cardoso Santos Valentin Ciuplea |
| Crono:   | Aleksi Keronen                                                  |

|                 |           |                                                 |
| Todorić 38'33'’ | Marcatori | 14'30'’ Kohonen 21'52'’ Niemelä 27'20'’ Seppälä |

| Arbitri: | Ruben António Cardoso Santos Stephen Vella Nikola Rabrenović |
| Crono:   | Aleksi Keronen                                               |

|                                                   |           |             |
| Brkanić 11'00'’ Radujković 30'17'’ Kasalo 32'43'’ | Marcatori | 6'46'’ Roll |

| Arbitri: | Valentin Ciuplea Nikola Rabrenović Stephen Vella |
| Crono:   | Aleksi Keronen                                   |

| |           |             |
| Kaikkola 7'31'’, 17'29'’ Bauyrzhanuly 9'08'’ (aut.) Kaivola 9'18'’ Niemelä 17'12'’ Pekki 19'14'’ Paappanen 38'02'’ | Marcatori | 28'41'’ Kim |

| Arbitri: | Valentin Ciuplea Stephen Vella Nikola Rabrenović |
| Crono:   | Aleksi Keronen                                   |

|                                                                      |           |                                                                    |
| Bauyrzhanuly 1'18'’ Karmenov 9'49'’ Kim 21'37'’ Čovrk 26'04'’ (aut.) | Marcatori | 2'24'’ Čovrk 10'06'’, 17'12'’ Kasalo 32'34'’ Todorić 39'50'’ Krezo |

| Arbitri: | Ruben António Cardoso Santos Nikola Rabrenović Valentin Ciuplea |
| Crono:   | Aleksi Keronen                                                  |

|                                                           |           |                                                                                              |
| Kohonen 12'38'’ Kaikkola 29'27'’, 38'51'’ Niemelä 37'04'’ | Marcatori | 6'52'’, 15'38'’, 36'47'’, 39'40'’ Sendlewski 15'03'’, 21'01'’, 33'02'’ Formela 38'44'’ Mazur |

### Gruppo 5
| Squadra     | P.ti | G | V | N | P | GF | GS | DR |
| ----------- | ---- | - | - | - | - | -- | -- | -- |
| Romania (H) | 6    | 2 | 2 | 0 | 0 | 7  | 2  | +5 |
| Slovacchia  | 3    | 2 | 1 | 0 | 1 | 4  | 6  | -2 |
| Georgia     | 0    | 2 | 0 | 0 | 2 | 4  | 7  | -3 |
| Russia      | 0    | 0 | 0 | 0 | 0 | 0  | 0  | 0  |

| Arbitri: | Damian Grabowski Panagiotis Ntalas Paavo Komppa |
| Crono:   | Ovidiu Dan Curta                                |

|                                   |           |                                                    |
| Kurtsadze 3'47'’ Giorgadze 4'11'’ | Marcatori | 10'25'’ Csog 16'37'’ Nagy 34'03'’ (aut.) Kurtsadze |

| Arbitri: | Panagiotis Ntalas Paavo Komppa Damian Grabowski |
| Crono:   | Ovidiu Dan Curta                                |

|                                                                             |           |                                     |
| Tkeshelashvili 24'25'’ (aut.) Jančula 26'00'’ Rusnák 27'16'’ Kollar 38'35'’ | Marcatori | 19'42'’ Kurtsadze 31'23'’ Giorgadze |

| Arbitri: | Damian Grabowski Paavo Komppa Panagiotis Ntalas |
| Crono:   | Ovidiu Dan Curta                                |

|                                                          |           |  |
| Trifa 23'22'’ Nagy 24'26'’ Barbocz 26'56'’ David 32'13'’ | Marcatori |  |

### Gruppo 6
Gruppo originariamente in programma in Ucraina ma successivamente spostato in Moldavia a causa del conflitto russo-ucraino.
| Squadra      | P.ti | G | V | N | P | GF | GS | DR  |
| ------------ | ---- | - | - | - | - | -- | -- | --- |
| Ucraina      | 9    | 3 | 3 | 0 | 0 | 26 | 2  | +24 |
| Belgio       | 6    | 3 | 2 | 0 | 1 | 9  | 13 | -4  |
| Andorra      | 3    | 3 | 1 | 0 | 2 | 9  | 17 | -8  |
| Moldavia (H) | 0    | 3 | 0 | 0 | 3 | 4  | 16 | -12 |

| Arbitri: | Farik Keco Marco Rothenfluh Daniel Deca |
| Crono:   | Igor Soltanici                          |

|                                                                          |           |  |
| De Kerf 3'56'’, 14'37'’, 29'30'’ Jacobs 11'01'’, 25'21'’ Morando 26'30'’ | Marcatori |  |

| Arbitri: | Ruben António Cardoso Santos Daniel Deca Marco Rothenfluh |
| Crono:   | Igor Soltanici                                            |

| |           |                                     |
| Lutai 15'27'’, 28'25'’ Dychuk 16'05'’, 33'42'’ Brytan 16'15'’, 26'35'’, 34'08'’ Tkachuk 23'25'’, 38'41'’ Smetanenko 27'54'’ | Marcatori | 20'15'’ Villalta Perez 20'55'’ Blat |

| Arbitri: | Daniel Deca Farik Keco Ruben António Cardoso Santos |
| Crono:   | Igor Soltanici                                      |

|  |           | |
|  | Marcatori | 5'57'’ Kalashnyk 8'48'’ Kvasnii 13'20'’, 17'36'’, 31'44'’ Brytan 17'55'’ Dychuk 18'05'’ Tkachuk 23'17'’ Skybchyk 28'31'’ Malynovskyi 38'39'’, 39'23'’ Smetanenko |

| Arbitri: | Marco Rothenfluh Ruben António Cardoso Santos Farik Keco |
| Crono:   | Igor Soltanici                                           |

|                                                                 |           |                                                                                      |
| Crasilov 14'48'’ Cucoș 22'55'’ Chiriac 25'28'’ Bestanco 26'02'’ | Marcatori | 0'48'’, 18'07'’ Manchado Novis 4'58'’, 23'29'’ Torres Domenjo 24'16'’ Villalta Perez |

| Arbitri: | Farik Keco Ruben António Cardoso Santos Marco Rothenfluh |
| Crono:   | Igor Soltanici                                           |

|                                             |           |                                                    |
| Villalta Perez 22'34'’ Jeansou Ache 39'26'’ | Marcatori | 15'45'’ Vandenplas 17'01'’ Morando 33'40'’ El Hari |

| Arbitri: | Daniel Deca Marco Rothenfluh Ruben António Cardoso Santos |
| Crono:   | Igor Soltanici                                            |

|  |           |                                                                                         |
|  | Marcatori | 13'15'’ Malynovskyi 16'56'’ Tkachuk 24'01'’ Kalashnyk 30'14'’ Smetanenko 35'23'’ Brytan |

### Gruppo 7
| Squadra     | P.ti | G | V | N | P | GF | GS | DR |
| ----------- | ---- | - | - | - | - | -- | -- | -- |
| Croazia (H) | 6    | 2 | 2 | 0 | 0 | 11 | 5  | +6 |
| Lettonia    | 3    | 2 | 1 | 0 | 1 | 8  | 6  | +2 |
| Azerbaigian | 0    | 2 | 0 | 0 | 2 | 2  | 10 | -8 |
| Bielorussia | 0    | 0 | 0 | 0 | 0 | 0  | 0  | 0  |

| Arbitri: | Pablo Delgado Sastre Michael Lima De Sousa Talgat Kosmukhambetov |
| Crono:   | Mislav Džeko                                                     |

|                 |           |                                                                                        |
| Rahimov 24'38'’ | Marcatori | 1'12'’, 32'50'’ Sušac 6'53'’ Josipović 9'36'’ Cigler 10'51'’ Dragičević 22'43'’ Hrgota |

| Arbitri: | Michael Lima De Sousa Talgat Kosmukhambetov Pablo Delgado Sastre |
| Crono:   | Mislav Džeko                                                     |

|                                                                     |           |                    |
| Tarakanovs 8'32'’ Mickēvičs 24'44'’ Puzikovs 27'32'’ Fogels 32'22'’ | Marcatori | 34'49'’ Mammadzada |

| Arbitri: | Talgat Kosmukhambetov Pablo Delgado Sastre Michael Lima De Sousa |
| Crono:   | Mislav Džeko                                                     |

|                                                                                   |           |                                                                                |
| Đurković 9'45'’ Čičić 17'13'’ Vrdoljak 18'14'’ Dragičević 24'06'’ Govorko 38'12'’ | Marcatori | 17'51'’ (aut.) Lasić 21'11'’ Jelagovs 32'51'’ Fogels 34'58'’ Kristians Grīslis |

## Squadre qualificate
| Squadra    | In qualità di       | Data           | Pres. | Ult.       | Miglior risultato    |
| ---------- | ------------------- | -------------- | ----- | ---------- | -------------------- |
| Spagna     | Nazione ospitante   | 19 aprile 2021 | 2ª    | 2019       | Campione (2019)      |
| Romania    | Vincitrice gruppo 5 | 18 marzo 2022  | 1ª    | Esordiente |                      |
| Polonia    | Vincitrice gruppo 4 | 18 marzo 2022  | 2ª    | 2019       | Semifinalista (2019) |
| Italia     | Vincitrice gruppo 1 | 19 marzo 2022  | 1ª    | Esordiente |                      |
| Croazia    | Vincitrice gruppo 7 | 19 marzo 2022  | 2ª    | 2019       | Finalista (2019)     |
| Francia    | Vincitrice gruppo 3 | 19 marzo 2022  | 1ª    | Esordiente |                      |
| Portogallo | Vincitrice gruppo 2 | 20 marzo 2022  | 2ª    | 2019       | Semifinalista (2019) |
| Ucraina    | Vincitrice gruppo 6 | 8 luglio 2022  | 2ª    | 2019       | Fase a gironi (2019) |

## Classifica marcatori
- Turno preliminare: Sono state segnate 56 reti in 9 incontri (6,22 gol per partita).
- Turno principale: Sono state segnate 224 reti in 36 incontri (6,22 gol per partita).
- Totale: Sono state segnate 280 reti in 45 incontri (6,22 gol per partita).

Legenda:
- — squadra eliminata o inattiva nel turno.

| Pos. | Giocatore                   | PR | MR | Totale |
| ---- | --------------------------- | -- | -- | ------ |
| 1    | Andrii Brytan               | —  | 7  | 7      |
| 2    | Nil Manchado Novis          | 4  | 2  | 6      |
| 3    | Lúcio Rocha                 | —  | 5  | 5      |
| 3    | Kacper Sendlewski           | —  | 5  | 5      |
| 5    | Gora Diop                   | —  | 4  | 4      |
| 5    | Eetu Kaikkola               | —  | 4  | 4      |
| 5    | Oleksandr Smetanenko        | —  | 4  | 4      |
| 5    | Ruben Daniel Silva Teixeira | —  | 4  | 4      |
| 5    | Andrii Tkachuk              | —  | 4  | 4      |
| 5    | Kenan Tafić                 | 3  | 1  | 4      |
| 5    | Joe Thomas                  | 4  | —  | 4      |